# Oncogene
Un oncogene è un gene, o una serie di nucleotidi che codificano una proteina, che potenzialmente indirizza la cellula verso lo sviluppo di un fenotipo neoplastico. Solitamente gli oncogeni intervengono nello sviluppo tumorale e aumentano le possibilità che lo sviluppo (proliferazione e differenziamento) di una cellula si diriga in senso tumorale. Nuove ricerche indicano che piccoli RNA di 21-25 nucleotidi, detti miRNA, possono controllare tali geni attraverso la sottoregolazione.
Il primo oncogene fu scoperto nel 1970 e chiamato Src (pronunciato SARC). Src fu scoperto dapprima in un retrovirus dei polli.  Nel 1976 J. Michael Bishop e Harold E. Varmus dell'Università della California dimostrarono che questo oncogene era un difettoso proto-oncogene presente in numerosi organismi tra cui l'uomo. Per i loro studi Bishop e Varmus furono insigniti del Premio Nobel nel 1989.

## Proto-oncogeni
Un proto-oncogene è un gene normale che può diventare oncogenetico a causa di mutazioni o di un aumento dell'espressione. I proto-oncogeni codificano proteine che regolano il ciclo cellulare, la sopravvivenza e il differenziamento cellulare. Possono anche essere coinvolti nella trasduzione del segnale di avvio della mitosi.

### Attivazione
Un proto-oncogene diviene un oncogene anche con minime modificazioni delle sue funzioni originali. Ci sono due tipi fondamentali di attivazione:
- Una mutazione dei nucleotidi producono una proteina diversa causando:
  - un aumento dell'attività (enzimatica) della proteina
  - la perdita dei siti di regolazione
  - la creazione di proteine ibride
- Un aumento della concentrazione di proteine causata da
  - un aumento dell'espressione genica (attraverso regolazione mancata dell'espressione genica)
  - un aumento della stabilità (emivita) della proteina
  - una duplicazione o amplificazione del gene che codifica per la proteina

## Oncogèni

### Fattori di crescita
I fattori di crescita, o mitogeni, sono solitamente secreti in poche cellule specializzate per indurre la proliferazione in modo paracrino, autocrino, o endocrino.  Se una cellula che normalmente non produce fattori di crescita improvvisamente incomincia a produrne (perché ha sviluppato un oncogene), questo induce la proliferazione, senza controllo, nelle cellule adiacenti (azione paracrina) e nello stesso suo tipo cellulare (azione autocrina) aumentando la secrezione.

### Protein chinasi
Ci sono sei classi conosciute di protein chinasi e proteine correlate che sono potenziali oncogeni:
1. Recettore tirosin-chinasico che diviene costitutivamente (permanentemente) attivato; ad esempio il Recettore per l’epidermal growth factor (EGFR), il Recettore per il platelet-derived growth factor (PDGFR), e il Recettore per il fattore di crescita dell'endotelio vascolare (VEGFR).
2. Tirosin-chinasi citoplasmatica come ad esempio gli enzimi tirosin-chinasici della famiglia Src, Syk-ZAP-70 e BTK.
3. GTPasi regolatoria come la Ras; mutazioni che attivano in modo permanente Ras si riscontrano nel 20-25% di tutti i tumori umani e fino al 90% in alcuni tipi di tumore, ad esempio pancreatici.
4. Serin/Treonin chinasi citoplasmatica e sue unità regolatrici per esempio Raf chinasi, e Chinasi ciclina dipendente.
5. Proteine adattatrici nella trasduzione del segnale (ad esempio nella via apoptotica)
6. Fattori di trascrizione per esempio il gene Myc.